# Härsjön, Västergötland
Härsjön är en sjö i Marks kommun i Västergötland och ingår i Rolfsåns huvudavrinningsområde. Sjön är 14,5 meter djup, har en yta på 1,02 kvadratkilometer och är belägen 60,1 meter över havet. Sjön avvattnas av vattendraget Gärån.

## Delavrinningsområde
Härsjön ingår i det delavrinningsområde (638769-130158) som SMHI kallar för Utloppet av Härsjön. Medelhöjden är 75 meter över havet och ytan är 3,79 kvadratkilometer. Det finns ett avrinningsområde uppströms, och räknas det in blir den ackumulerade arean 23,45 kvadratkilometer. Gärån som avvattnar avrinningsområdet har biflödesordning 2, vilket innebär att vattnet flödar genom totalt 2 vattendrag innan det når havet efter 40 kilometer. Avrinningsområdet består mestadels av skog (60 procent). Avrinningsområdet har 1,01 kvadratkilometer vattenytor vilket ger det en sjöprocent på 26,7 procent.